# Lucio Andrice Muandula
Lucio Andrice Muandula (ur. 9 października 1959 w Maputo) – mozambicki duchowny katolicki, biskup diecezji Xai-Xai od 2004.

## Życiorys

### Prezbiterat
Święcenia kapłańskie otrzymał 14 maja 1989 i został inkardynowamy do archidiecezji Maputo. Po święceniach został sekretarzem i kanclerzem kurii, zaś w 1991 profesorem miejscowego seminarium. Po odbytych w latach 1992-2003 studiach biblijnych w Rzymie otrzymał nominację na proboszcza stołecznej katedry i profesora seminarium im. św. Piusa X.

### Episkopat
24 czerwca 2004 został mianowany biskupem diecezji Xai-Xai. Sakry biskupiej udzielił mu 24 października 2004 kardynał Alexandre José Maria dos Santos. Uroczyste objęcie urzędu miało miejsce 7 listopada 2004.
W latach 2009-2015 i 2018-2021 był przewodniczącym mozambickiej Konferencji Episkopatu. Pełni ponadto kierownicze funkcje w ramach Sympozjum Konferencji Episkopatów Afryki i Madagaskaru (drugi wiceprzewodniczący w latach 2019-2023, pierwszy wiceprzewodniczący od lutego 2023) oraz Międzyregionalnego Spotkania Biskupów Południowej Afryki (przewodniczący w latach 2016-2022).